# Santa Maria de Pontils
Santa Maria de Pontils és una església de Pontils (Conca de Barberà) inclosa a l'Inventari del Patrimoni Arquitectònic de Catalunya.

## Descripció
És una església de nau única amb capelles laterals entre els contraforts. La nau té tres trams amb volta de creueria, mentre que la capçalera, plana, és coberta amb volta gallonada. Les capelles laterals més properes als peus de l'església estan cobertes amb volta d'aresta i les altres dues amb volta de quatre seccions.
Les claus de volta de la nau mostren els escuts de la família Cervelló, ja que el poble pretengué a la seva baronia. Aquest escuts tenen tres ponts i un cérvol en el canto. La porta, en el mur occidental, s'obre en un arc de mig punt dovellat i amb guardapols. En aquest mateix punt s'obre un petit òcul i es corona per un campanar d'espandanya amb tres obertures.
Pica beneitera molt senzilla. Formada per una copa de pedra picada,molt aplanada amb els costats accentuadament acassolats, muntada sobre un fust de pedra tova molt erosionada. La copa es troba molt escantellada. Presenta, tant al fust com a la copa, decoració a base de diferents tipus de motllures.